# Ned Stark
Eddard ”Ned” Stark är en figur i George R. R. Martins bokserie Sagan om is och eld och TV-serien Game of Thrones, som baseras på böckerna. Han spelas i TV-serien av Sean Bean och är en medelålders man som är den huvudsakliga protagonisten i den första boken.
Ned är en rättrådig och lojal man som tar väl hand om sin familj, värderar plikt och rättvisa högt och sällan ljuger. Han är lord över den uråldriga Stark-släkten och bor i Vinterhed. Ned är gift med Catelyn Stark och har fem barn tillsammans med henne samt en oäkting, Jon Snow, som han fått med en okänd kvinna. 
När Jon Arryn – kung Robert Baratheons hand, tillika mentor och fadersfigur för både Ned och Robert – dör tvingas Ned ta över rollen som rådgivare åt sin gamle vän. Han reser till huvudstaden King’s Landing och hamnar mitt i en härva av korruption, lögner och lömska planer. Ungefär samtidigt som Kung Robert avlider till följd av en jaktolycka upptäcker Ned att Roberts tre barn egentligen är frukten av ett incestuöst förhållande mellan drottningen Cersei Lannister och hennes bror. Det hela slutar i att Ned avrättas för förräderi efter att han antytt att den nye kungen, Joffrey Baratheon, är en oäkting. Neds oväntade död gjorde snabbt TV-serien och böckerna ökända för att huvudkaraktärerna när som helst kan dö, något som de flesta kritiker anser vara en frisk fläkt i bok- och TV-världen